# Новая (Данковский район)
Новая — деревня Данковского района Липецкой области, входит в состав Берёзовского сельсовета.

## География
Через деревню с запада на восток проходит одна улица без названия. С севера на юг деревню пересекает автодорога, проходящая далее через деревню Александровка, где находится автобусная остановка.
Протекающая южнее Новой река образует два озера.

## Население
| 2010 |
| ---- |
| 14   |